# Podvin (Iščica)
Podvin je potok, ki izvira v bližini naselja Pijava Gorica na jugovzhodnem robu Ljubljanskega barja. Kot desni pritok se izliva v reko Iščico, ta se nato izliva v Ljubljanico. Povirni, umetno urejeni krak Podvina je Strajanov breg.